# جون راغ
جون فرانسيس راغ John Francis Rague (1799 - 1877) كان مهندسًا معماريًا من منتصف القرن التاسع عشر. قام بتصميم وبناء العديد من المباني العامة بما في ذلك مبنى الكابيتول القديم في إلينوي عام 1837 ومبنى الكابيتول الإقليمي في ولاية أيوا عام 1840. 
ولد في 24 مارس 1799 في سكوتش بلينز في ولاية نيو جيرسي . ودرس على يد مينارد لافيفر في نيويورك، وانتقل إلى سبرينغفيلد في إلينوي في عام 1831. وهناك قام بتصميم كلا من مباني الكابيتول في إلينوي وأيوا، ومبنى تينسلي للسلع الجافة والعديد من المنازل على طراز النهضة اليونانية. وفي سبرينغفيلد، كان راغ صديقًا لأبراهام لينكولن، واقترح على لينكولن ارتداء قفازات بيضاء في حفلات العشاء. واتبع لينكولن هذه التوصية.
انتقل راغ إلى ميلووكي في ويسكونسن ، حيث صمم مبنى فينيكس في ميلووكي، بالإضافة إلى المخطط الأولي لمركز باسكوم هيل التجاري، والقاعة الشمالية، والقاعة الجنوبية في جامعة ويسكونسن ماديسون.  وفي عام 1854، انتقل راغ إلى دوبيوك في آيوا. وهناك صصم عدد من المباني، بما في ذلك قاعة المدينة، ودار السوق المركزي، وسجن مقاطعة دوبيوك والعديد من المنازل مثل ماتياس هام ومنزل لانغوورثي.  اختلف أسلوب راغ على نطاق واسع خلال حياته المهنية من الكلاسيكية الجديدة إلى الفيدرالية إلى أواخر العصر الفيكتوري وحتى إلى النهضة المصرية.

## صور للمباني التي صممها

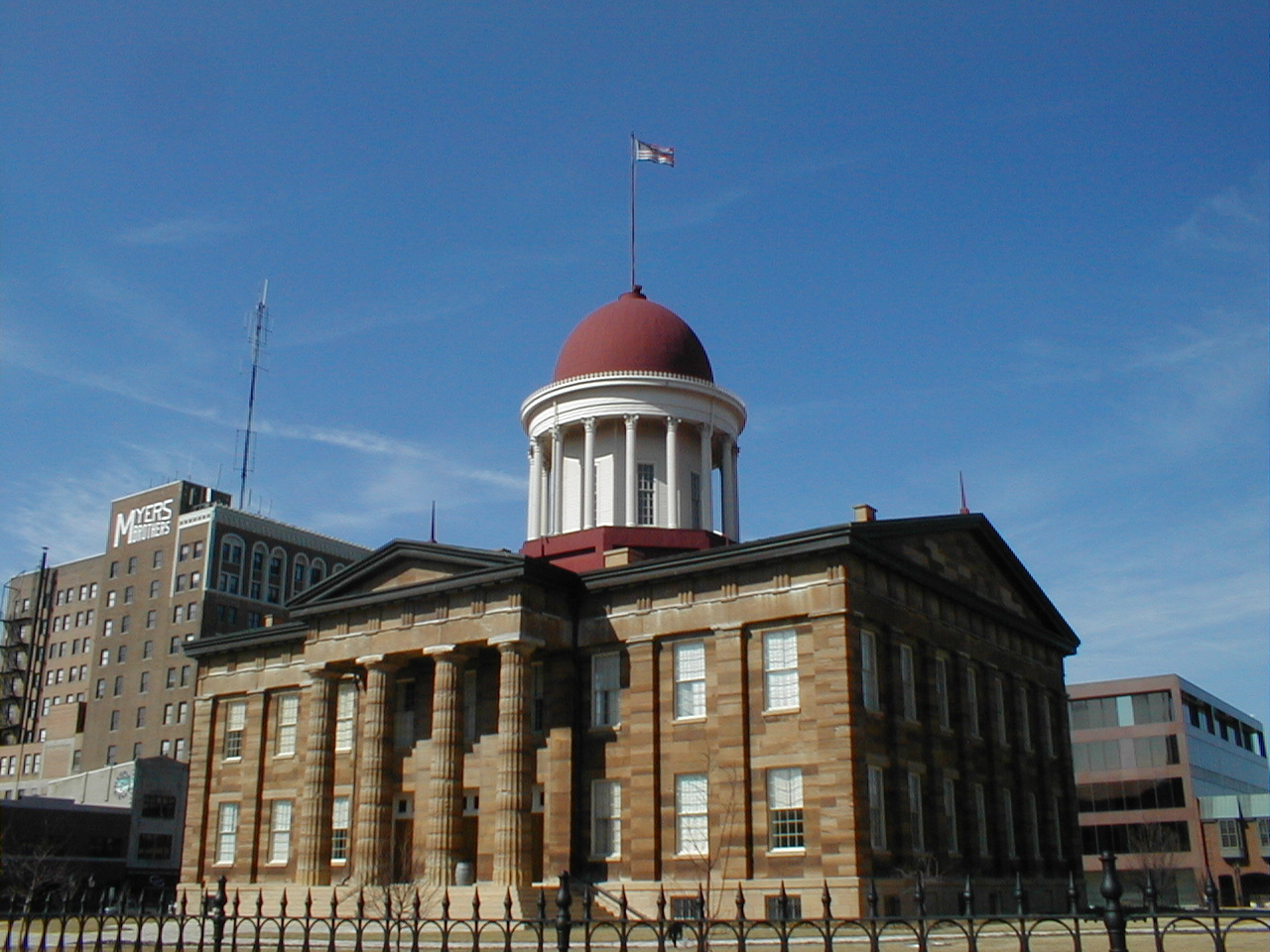
1839مبنى الكابيتول القديم في إلينوي
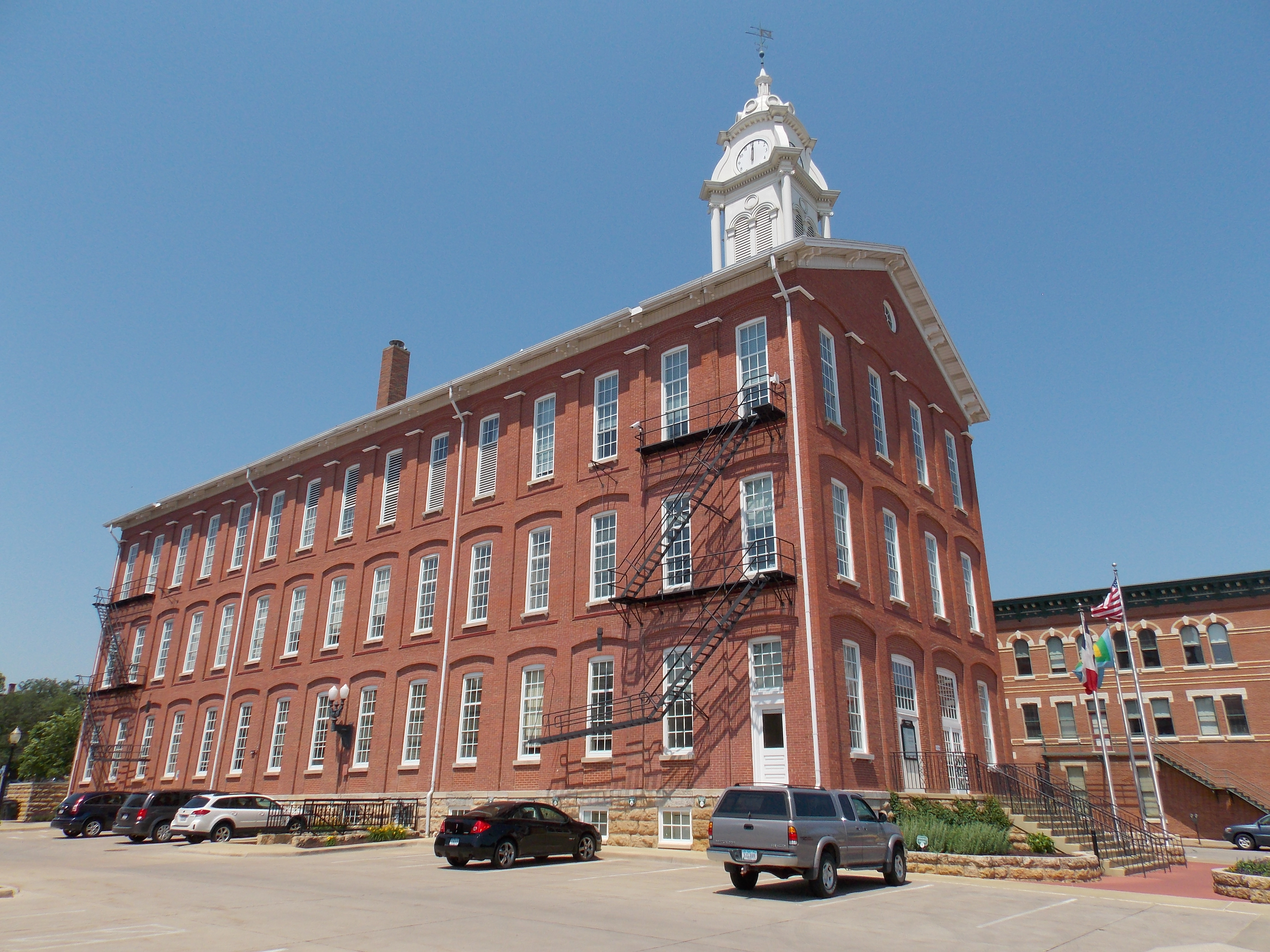
1857قاعة مدينة دوبيوك
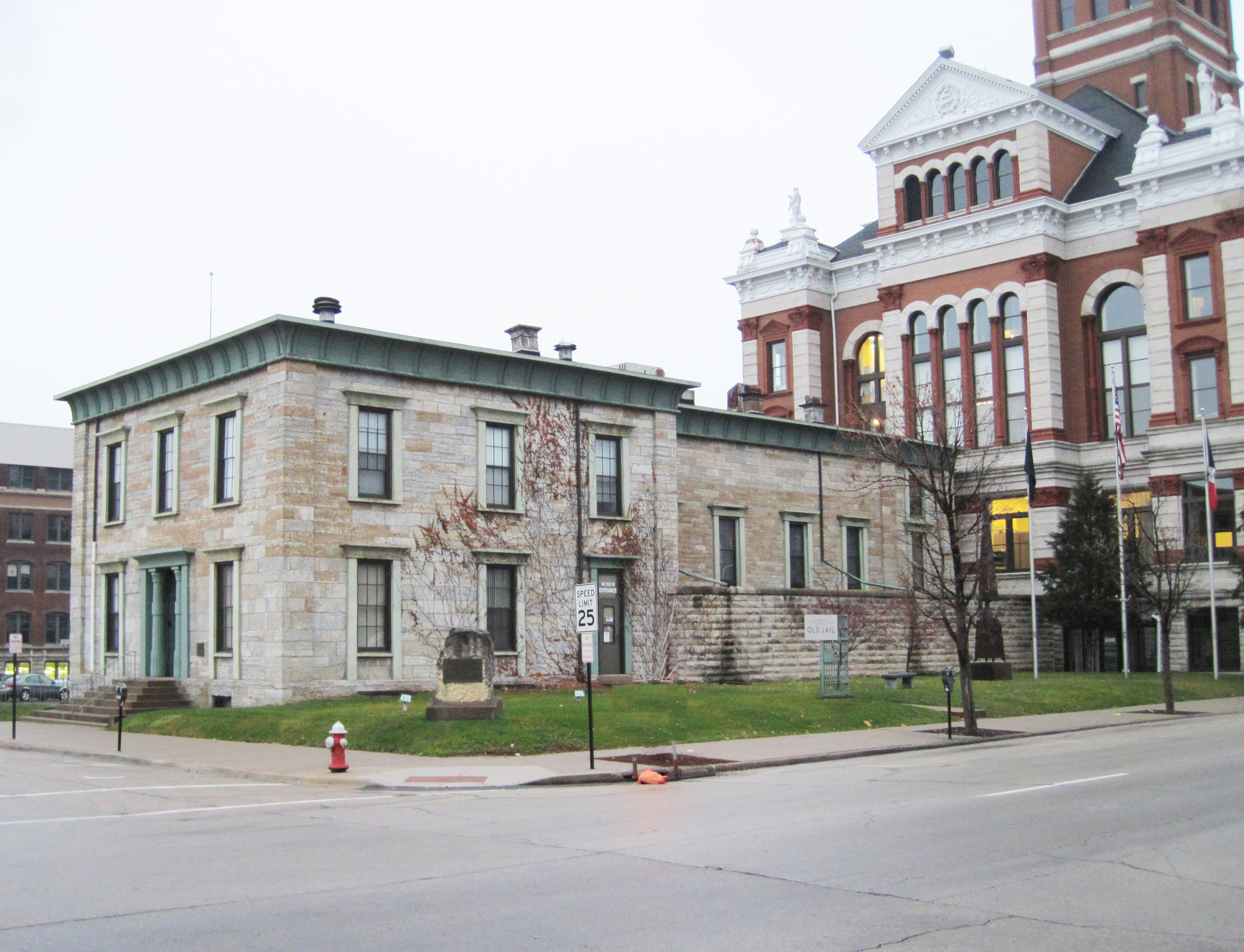
1858:سجن مقاطعة دوبيوك
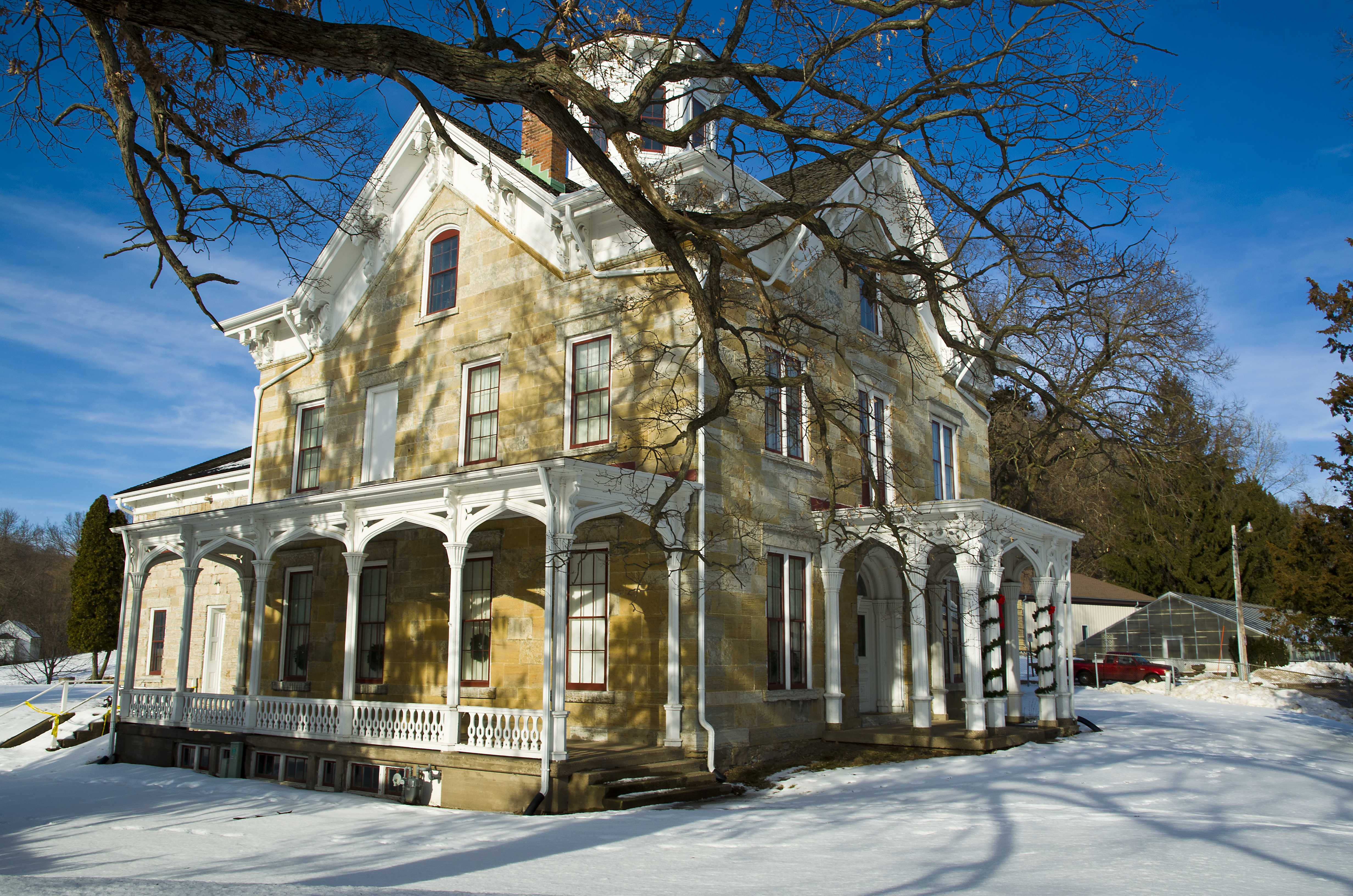
1856منزل ماتياس هام
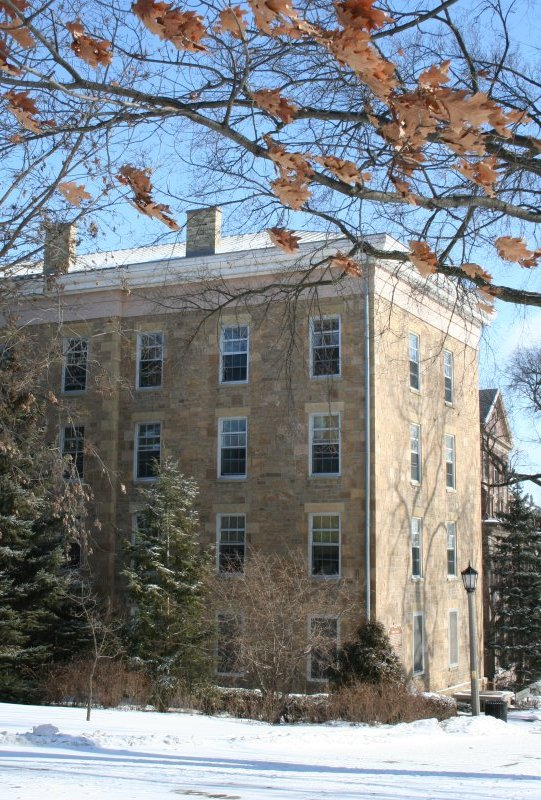
1851القاعة الشمالية، جامعة ويسكونسن
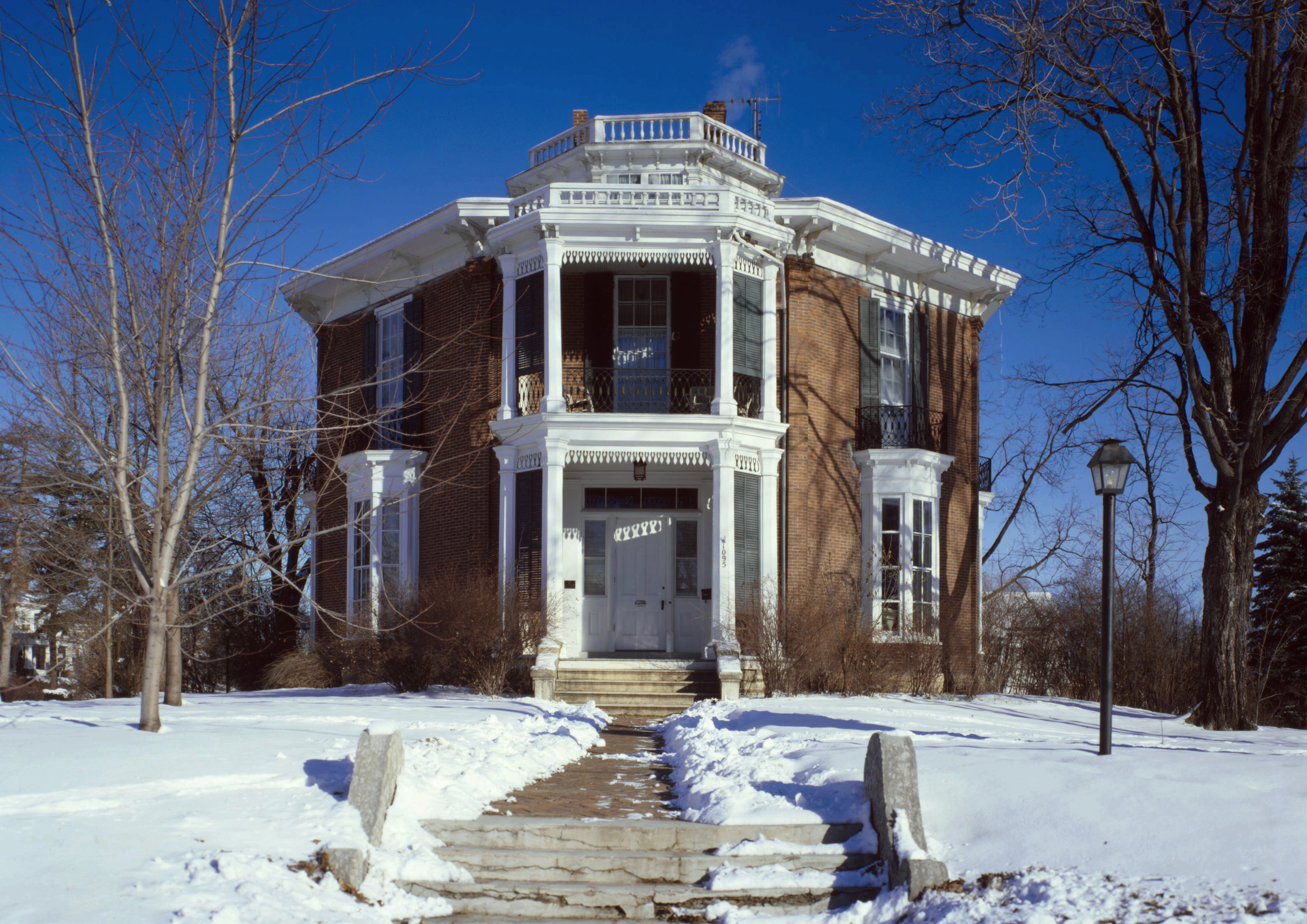
1856منزل لانغوورثي، دوبوك